# 大光寺 (伊賀市)
大光寺（だいこうじ）は、三重県伊賀市に存在する真言宗豊山派の寺院である。山号は岡山（おかさん）。本尊は十一面観音。

## 歴史
天平勝宝5年（753年）2月初午の日に、当時の服部党党領平康氏入道が、僧覚真を開祖として、岡山の山頂付近に仏堂を建立したという伝承がある。
寺域からは鎌倉時代の古瓦や、南北朝時代の軒瓦が採集されており、当初は諸堂宇が建ち並んでいたと偲ばれるが、天正の兵火により焼失してしまい、現在では本堂、鐘楼、庫裏のみとなっている。

## 文化財

##### 三重県指定文化財
- 中ノ瀬磨崖仏5躯
- 寺田の石造地蔵菩薩坐像群3基

##### 伊賀市指定文化財
- 木造阿弥陀如来立像

## 周辺
- 当山のある岡山周辺には、石仏群や古墳群があり、岡山全体が市民公園になっている。
- 敢国神社

## アクセス
- 名阪国道 中瀬インターチェンジより国道163号を東へ約1.5kmで毘沙門寺へ
- 毘沙門寺駐車場より徒歩で約20分